# Agent X
Agent X ist eine US-amerikanische Fernsehserie. Die Erstausstrahlung in den Vereinigten Staaten erfolgte am 8. November 2015 auf dem Sender TNT. Bereits vier Tage später, am 12. November 2015, fand die deutschsprachige Erstausstrahlung auf dem Pay-TV-Sender TNT Serie statt. Am 15. Dezember 2015 hat TNT die Produktion der Serie nach der ersten Staffel eingestellt.

## Handlung
Im Anschluss an die Vereidigung zur neuen Vizepräsidentin der USA wurde Natalie Maccabee (Sharon Stone) von ihrem Butler darüber informiert, dass aufgrund eines geheimen Zusatzartikels der Verfassung der Vereinigten Staaten ein Geheimagent „Agent X“ mit der Aufgabe betraut wurde, besondere Missionen zum Schutz der Vereinigten Staaten durchzuführen, zu denen die CIA oder das FBI nicht ohne weiteres in der Lage wären. Insbesondere in Krisenzeiten sollte Agent X, der unmittelbar und ausschließlich der U.S.Vizepräsidentin unterstellt ist, u. a. Aufgaben erledigen, die zwar im Sinne des Präsidenten der Vereinigten Staaten sind, dessen Kenntnis er aber glaubwürdig abstreiten können muss.

## Besetzung und Synchronisation
| Rollenname                          | Schauspieler       | Hauptrolle (Episoden) | Nebenrolle (Episoden)  | Synchronsprecher   |
| ----------------------------------- | ------------------ | --------------------- | ---------------------- | ------------------ |
| John Case, „Agent X“                | Jeff Hephner       | 1.01–1.10             |                        | Till Endemann      |
| Vizepräsidentin Natalie Maccabee    | Sharon Stone       | 1.01–1.10             |                        | Martina Treger     |
| Präsident Thomas Eckhart            | John Shea          | 1.01–1.10             |                        | Frank Röth         |
| Malcolm Millar                      | Gerald McRaney     | 1.01–1.10             |                        | Lutz Mackensy      |
| Olga Petrovka                       | Olga Fonda         | 1.01–1.10             |                        | Katharina Spiering |
| Oberster Bundesrichter Caleb Thorne | James Earl Jones   |                       | 1.01, 1.03             | Jürgen Kluckert    |
| Pamela Richardson                   | Carolyn Stotesbery |                       | 1.03, 1.04, 1.08, 1.09 | Mareile Moeller    |

## Episodenliste
| Nr. | Deutscher Titel          | Originaltitel                 | Erstausstrahlung USA | Deutschsprachige Erstausstrahlung (D) | Regie          | Drehbuch                                         | Zuschauer (USA) |
| --- | ------------------------ | ----------------------------- | -------------------- | ------------------------------------- | -------------- | ------------------------------------------------ | --------------- |
| 1   | Willkommen im Amt        | Pilot                         | 8. Nov. 2015         | 12. Nov. 2015                         | Peter O’Fallon | William Blake Herron                             | 1,82 Mio.       |
| 2   | Der Feind meines Feindes | The Enemy of My Enemy         | 8. Nov. 2015         | 12. Nov. 2015                         | Peter O’Fallon | William Blake Herron                             | 1,01 Mio.       |
| 3   | Von der Zeit eingeholt   | Back in Your Arms             | 15. Nov. 2015        | 19. Nov. 2015                         | Peter O’Fallon | Robert Port                                      | 1,03 Mio.       |
| 4   | John Case und der Teufel | The Devil & John Case         | 22. Nov. 2015        | 26. Nov. 2015                         | Felix Alcala   | Steven Kriozere & Mark A. Altman                 | 1,03 Mio.       |
| 5   | Wahrheit oder Pflicht    | Truth, Lies, and Consequences | 29. Nov. 2015        | 3. Dez. 2015                          | Kevin Bray     | Jesse Alexander                                  | 0,98 Mio.       |
| 6   | Das höchste Opfer        | Sacrifice                     | 6. Dez. 2015         | 10. Dez. 2015                         | Ute Briesewitz | Samantha Stratton                                | 0,99 Mio.       |
| 7   | Ein blutiger Kompromiss  | Long Walk Home                | 13. Dez. 2015        | 17. Dez. 2015                         | Jeff Wadlow    | Robert Port                                      | 1,15 Mio.       |
| 8   | Engel und Dämonen        | Angels And Demons             | 20. Dez. 2015        | 7. Jan. 2016                          | John Terlesky  | Steven Kriozere, Mark Altman & Anslem Richardson | 1,21 Mio.       |
| 9   | Außer Dienst             | Penultimatum                  | 27. Dez. 2015        | 14. Jan. 2016                         | Rod Holcomp    | Jesse Alexander                                  | 1,22 Mio.       |
| 10  | Recht und Gerechtigkeit  | Fidelity                      | 27. Dez. 2015        | 21. Jan. 2016                         | Peter O’Fallon | William Blake Herron                             | 1,12 Mio.       |